# Turno (músico)
Francesco Gaetano Moliterno, conocido profesionalmente como Franko Moliterno o Turno, es un músico inglés de Bedford. Después de perder a su hermano por suicidio, Turno lanzó un sencillo Top 40 del Reino Unido sobre la salud mental masculina. Su sencillo benéfico, «What's On Your Mind», se lanzó en 2022. El sencillo «Rave Out» con Charlotte Plank y Skepsis se ubicó en el puesto 37 del Top 40 del Reino Unido en 2023.

## Biografía
Francesco Gaetano «Franko» Moliterno es de Bedford, y tenía un hermano, Fabio, que dirigía Escobarbers en el centro de la ciudad de Bedford y se suicidó en septiembre de 2021, tras años de mala salud mental; ambos son de ascendencia italiana. En octubre de 2016, montó una tienda de ropa; su marca, Time Is Now, surgió de la idea de no esperar hasta mañana para hacer las cosas. Luego lanzó los álbumes Power y DNA. En febrero de 2022, lanzó «Melia», una colaboración con el escalador libre George King que surgió después de que King usara «Abyss» de Moliterno en una de sus pistas.
Para conmemorar un año de la muerte de Fabio, Franko lanzó un sencillo, «What's On Your Mind», el 15 de septiembre de 2021, en el que participaron SJ Loq, Myleedan, Phizi y Too Lippy. La canción apareció durante el primer episodio de la segunda temporada de We Are England, una serie documental de la BBC, que había sido filmada después de que la organización benéfica de gimnasio y salud mental Samsons Academy se acercara a la BBC con el deseo de hacer un documental sobre el suicidio masculino, e involucraba al resto de Moliternos; originalmente pensado para transmitirse el día después del lanzamiento, la muerte de la reina Isabel II significó que los horarios se mezclaron, y el programa en realidad se emitió tres semanas después. Una remezcla de drum and bass de la canción se lanzó el 10 de octubre de 2022, el Día Mundial de la Salud Mental de ese año; las ganancias de ambas versiones se destinaron a Mind, una organización benéfica de salud mental.
En octubre de 2022, Moliterno organizó un seminario de salud mental con el sello discográfico DnB Allstars, y en diciembre de 2022, Moliterno organizó un campamento de escritores con Ultra Records, que tuvo lugar el mes siguiente; durante esta semana, grabó 22 temas, el primero de los cuales fue «Rave Out», en el que participaban Skepsis y Charlotte Plank y hablaba sobre la salud mental de los hombres. La pista salió en junio de 2023, momento en el que «Killer» de Moliterno se había ubicado en el puesto 94 en la lista de descargas de sencillos del Reino Unido; tras su lanzamiento, «Rave Out» se ubicó en el puesto 37 en la lista de sencillos del Reino Unido.